# Gheorghe Mihail

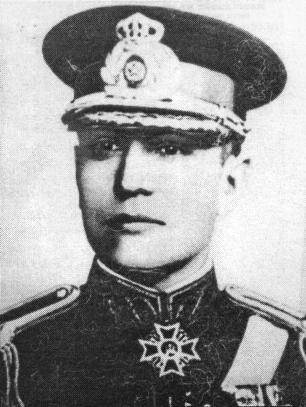
Gheorghe Mihail

Gheorghe Mihail (* 13. März 1887 in Brăila; † 2. Februar 1982 in Sinaia) war ein rumänischer Armeegeneral und Generalstabschef im Zweiten Weltkrieg. 

## Leben

### Frühe Militärkarriere
Er besuchte von 1905 bis 1907 die Militärschule für Infanterie und Kavallerie (Şcoala Militară de Infanterie şi Cavalerie) in Bukarest und wurde danach dem neuformierten 6. Jäger-Bataillon zugeordnet. Am 1. Juli 1910 wurde er zum Leutnant befördert und wurde zum 34. Infanterie-Regiment nach Constanța versetzt. Im Jahr 1911 gewann er einen internationalen Wettbewerb für eine Spezialausbildung bei der österreichisch-ungarischen Armee, zwei Jahre verbrachte er bei der k.u.k. 7. Infanterie-Truppendivision in Esseg. Während seine mehrwöchigen Freigänge führten ihn Reisen nach Berlin, Breslau, Venedig und Rom. Nach seiner Rückkehr in die Heimat wurde er 1913 zum Hauptmann befördert und stand während des Zweiten Balkankrieges gegenüber der bulgarischen Grenze im Dienst eines Bataillons des 34. Infanterie-Regiments. Nach der Demobilisierung setzte er den Militärdienst in Constanța fort. Im Sommer 1914 wollte er die Höhere Kriegsschule in Bukarest besuchen, der Ausbruch des Ersten Weltkrieges beorderte ihn aber auf eine Kaderschule für Reserveoffiziere in Constanța. Er wurde im April 1915 zum Hauptmann befördert und zum Kommandanten einer neuen Schule für aktive Offiziere ernannt. Nach der im August 1916 an die Donaumonarchie erfolgten Kriegserklärung, nahm er als Major an den Kämpfen im Buzau-Tal teil. Sein Regiment folgte der Überquerung die Donau auf bulgarisches Gebiet nicht, sondern deckte am Nordufer das südliche Vorfeld von Bukarest und die Festung Tunari. Am 28. Juli 1917 war er während der Schlacht von Mărasti verwundet worden. Er trat aber nach der Genesung schnell zu seiner Einheit zurück und nahm im August 1917 an der Schlacht von Mărășești teil. Das Infanterie-Regiment Nr. 34 wies drei gegnerische Angriffe zurück, verlor aber 1586 Mann. Die Reste des Regiments wurden als II. Bataillon neu formiert, das unter sein Kommando gestellt wurde. Am 7. Oktober erhielt für seinen Einsatz den Militärorden Michael der Tapfere 3. Klasse. Von 1919 bis 1920 besuchte er die Militärakademie, 1927 wurde er zum Oberst befördert. Im Oktober 1933 wurde er zum Chef der Nachrichtenabteilung des Generalstabes bestellt. Im Jahr 1935 wurde er zum Brigadegeneral befördert und besetzte zwischen November 1937 und Januar 1938 die Position als Chef des königlichen Militärbüros.

### Im Zweiten Weltkrieg
Zwischen Februar und Oktober 1939 war er der stellvertretender Staatssekretär im Verteidigungsministerium und wurde zum Divisionsgeneral befördert. Rumänien war im Sommer 1940 in einer kritischen Situation. Am 4. Juli 1940 wurde er zum Vize-Premierminister und am 23. August zum Chef des Generalstabes ernannt. Aus dieser Position beriet er König Carol II. während der Zeit des Wiener Diktats. Obwohl die Armee bereit war zu kämpfen, akzeptierte man die deutsch-ungarischen Forderungen wegen der Übermacht der Gegner. Als der deutschfreundliche Ion Antonescu an die Macht kam, wurde Mihai am 6. September 1940 abberufen und in Sinaia unter Hausarrest gestellt. Im November 1943 wurde er vom jungen König Mihai I. vorgeladen, dieser bot ihm die erneut seine alte Stellung an. Er beteiligte sich wieder an mehreren Sitzungen, aber sein Konflikt mit dem kommunistischen Führer Emil Bodnaras, zwang ihn dazu sich wieder zurückzuziehen. Nach der Vernichtung der deutschen Heeresgruppe Südukraine am Pruth wurde er am 23. August 1944 wieder als Chef des Generalstabes eingesetzt. Er befahl den restlichen Truppen in der Moldau, sich auf befestigte Linie Nămoloasa-Focșani-Brăila zurückziehen. Alle übrigen Truppen wurde als Rückhalt für den beabsichtigten Frontwechsel gegen die deutsche Wehrmacht im Raum Bukarest-Ploiești konzentriert. In der gleichen Zeit versuchte er Rumäniens Selbständigkeit gegenüber den neuen sowjetischen Verbündeten zu erhalten. Nachdem die 1. und 4. Armee der 2. Ukrainischen Front unterstellt werden mussten, fungierte sein Generalstab nur mehr für administrative Aufgaben. Mihail nahm eine feste Haltung gegenüber den Kontrollrat der Roten Armee ein und verweigerte Marschall Malinowskis Antrag die restlichen Divisionen innerhalb Rumäniens aufzulösen. Er beantragte bei den Sowjets vergeblich, die nach dem 24. August in der Moldau Kriegsgefangenen freizulassen. Weil er an der Teilnahme der rumänischen Truppen im Kampf über die rumänischen Grenzen von 1940 nicht einverstanden war, wurde er am 12. Oktober 1944 zum Rücktritt gezwungen. Er wurde aber noch zum Generalinspekteur des Heeres ernannt und im November 1944 zum Armeegeneral befördert.

### Nachkriegszeit
Nach dem Krieg wurde er auf Druck der neuen kommunistischen Führung aus dem rumänischen Heer verabschiedet. Am 20. Januar 1948 wurde er verhaftet und zusammen mit Ion Gigurtu und anderen Mitglieder seines Kabinetts für die antisozialistischen Maßnahmen im Jahre 1940 vor ein Gericht gestellt. Er wurde zu 12 Jahren Gefängnis verurteilt, die er in den Haftanstalten von Văcărești (Bukarest), Pitești, Ocnele Mari, Sighet und Jilava verbrachte. Er wurde am 10. Oktober 1957 freigelassen und starb 25 Jahre später im Februar 1982 in Sinaia.